# Aristolochia linnemannii
Aristolochia linnemannii är en piprankeväxtart som beskrevs av Otto Warburg. Aristolochia linnemannii ingår i släktet piprankor, och familjen piprankeväxter. Inga underarter finns listade i Catalogue of Life.